# Attaques ukrainiennes en Crimée
 (février 2024).
Invasion de l'Ukraine par la Russie de 2022
Batailles
Offensive de Kiev (Jytomyr, Kiev) : 
- 1re Hostomel
- Tchernobyl
- Ivankiv
- Kiev
- 2e Hostomel
- Vassylkiv
- Boutcha
- Irpin
  - Bombardement de réfugiés
- Jytomyr
- Mochtchoun
- Makariv
- Brovary

Offensive du Nord (Tchernihiv, Soumy) :
- Hloukhiv
- Slavoutytch
- Bombardements
- Soumy
- Trostianets
- Tchernihiv
- Okhtyrka
- Lebedyn
- Konotop
- Romny
- Desna
- Escarmouches frontalières

Russie  (Briansk, Belgorod) :
- Incursions en Russie occidentale
  - Oblast de Briansk
  - Oblasts de Belgorod et de Koursk
    - Incursions de 2024

  - Bombardement de Belgorod
- Oblast de Koursk (août 2024)

Campagne de l'Est (Donetsk, Louhansk, Kharkiv)
Kharkiv :
- 1re Kharkiv
  - Tchouhouïv
  - Bombardements : en février
  - en mars
  - en avril
  - du bâtiment administratif
- Izioum
- 2e Kharkiv
  - Balaklia
  - 1re Koupiansk
  - Chevtchenkove
- 3e Kharkiv

Nord du Donbass:
- Starobilsk
- Sloviansk
  - Dovhenke
  - 1re Lyman
  - Sviatohirsk
  - Bohorodychne et Krasnopillia
  - Bombardements : Bilohorivka
  - Kramatorsk
- Sievierodonetsk
  - Kreminna
  - Donets
  - Roubijné
  - Popasna
  - Tochkivka
  - Massacre
- Lyssytchansk
- 2e Kharkiv
  - Balaklia
  - 1re Koupiansk
  - Chevtchenkove
  - 2e Lyman
- Oblast de Louhansk
  - Ligne Svatove-Kreminna
  - Serebryansky
  - 2e Koupiansk

 Centre du Donbass:
- Horlivka
- Popasna
- Svitlodarsk
- Bakhmout
  - Soledar
- Siversk
- Tchassiv Iar
- Toretsk

Sud du Donbass :
- Volnovakha
- Marioupol
  - Bombardements : de l'hôpital
  - du théâtre
  - de l'école d'art
- Pisky
- Vouhledar
  - Pavlivka
- Marïnka
- Contre-offensive de 2023
- Avdiïvka
- Novomykhaïlivka
- Pokrovsk
  - Krasnohorivka
  - Toretsk
- Bombardements :
- Makiïvka
- Donetsk

Campagne du Sud (Mykolaïv, Kherson, Zaporijjia)
- 1re Kherson
- Odessa
- Melitopol
- Mykolaïv
  - Bombardements : à fragmentation
  - du bâtiment administratif
- 1re Berdiansk
- Zaporijjia
- Tchornobaïvka
- Enerhodar
- Voznessensk
- Houliaïpole
- Davydiv Brid
- 2e Berdiansk
- Nova Kakhovka
- 2e Kherson
  - Doudtchany
- Dniepr
- Tchoulakivka
- Contre-offensive de 2023
  - Robotyne

Frappes aériennes dans l'Ouest et le Centre de l'Ukraine
- Lviv (02/2022)
- Vinnytsia (03/2022)
- Yavoriv (03/2022)
- Deliatyne (03/2022)
- Dnipro

Guerre navale
- Île des Serpents (02/2022)
- Moskva (04/2022)

Attaques en Crimée
- Novofedorivka (08/2022)
- Djankoï (08/2022)
- Pont de Crimée (10/2022)
- Base navale de Sébastopol (10/2022)
- Pont de Crimée (07/2023)
- Base navale de Sébastopol (09/2023)

Débordement
- Aéroport de Millerovo
- Sabotages en Russie
- Attaques en Transnistrie
- Sabotage des gazoducs Nord Stream
- Terrain d'entraînement militaire de Soloti
- Explosions en Pologne
- Bases aériennes de Dyagilevo et Engels-2
- Base aérienne de Minsk-Matchoulichtchi
- Crise russo-moldave de 2023
  - Accusations de tentative de coup d'État en Moldavie
- Incident de drone de 2023 en mer Noire
- Rébellion du groupe Wagner

Massacres
- Tchernihiv
- Boutcha
- Borodianka
- Olenivka
- Izioum

Les attaques ukrainiennes en Crimée sont une série d'attaques aériennes et de frappes de missiles menées par les forces armées ukrainiennes sur la péninsule de Crimée à partir de 2022.

## Contexte
L'armée russe lance, une offensive sur le sud de l'Ukraine lors de l'invasion russe de l'Ukraine, occupe les oblasts de Kherson et de Zaporijjia, et commence les trois mois du siège de Marioupol. 
Les forces ukrainiennes reçoivent des lance-roquettes multiples américains HIMARS au cours de l'été, de sorte que l'Ukraine commence des frappes aériennes, d'artillerie, de missiles et de drones sur la Crimée le 9 août avec une attaque sur Novofedorivka.

## Chronologie

### 2022
Le matin du 31 juillet, un drone équipé d'un engin explosif attaque le quartier général de la flotte de la mer Noire à Sébastopol. Six personnes sont blessées. En raison de l'attaque, toutes les festivités à l'occasion de la Journée de la Marine ont été annulées. Les responsables ukrainiens nient toute implication dans l'attaque, mais évoquent de la faiblesse du système de défense aérienne russe en Crimée.
Une série de grandes explosions se produisent à la base aérienne de Saki dans la ville de Novofedorivka, en Crimée, le 9 août 2022,. La base militaire a été investie par les forces russes lors de l'annexion de la Crimée en 2014, dans le cadre de la guerre russo-ukrainienne.
Le 16 août, une série d'explosions a lieu à la base aérienne de Hvardiïske. Les autorités militaires et civiles testent une version d'une petite attaque de véhicule aérien sans pilote. Le même jour, les forces armées ukrainiennes auraient réalisé une série d'actes de sabotage dans le raïon de Djankoï dans un entrepôt militaire près du village de Majskoïe et dans une sous-station de Djankoï même. Les forces armées ukrainiennes annoncent que les cibles de l'attaque dans la zone de la gare d'Azov sont onze véhicules blindés, dix canons automoteurs Gvozdika, sept canons automoteurs Msta-S, deux canons automoteurs Pion, trois lance-roquettes multiples Grad et un dépôt de munitions. La voie ferrée est également endommagée lors de l'attaque.
Le 1er octobre, des explosions ont lieu à l'aéroport militaire de Belbek, près de Sébastopol. Le gouverneur de Sébastopol, Mikhaïl Razvojaïev, déclare qu'un avion a quitté la piste lors de l'atterrissage et a pris feu.
Le 8 octobre, une explosion se produit sur le pont de Crimée. Des wagons-citernes de carburants prennent feu et la chaussée s'effondre.
Le 29 octobre, une attaque de drone à grande échelle a lieu contre la flotte de la mer Noire,.

### 2023
Le 17 juillet, une explosion se produit sur le pont de Crimée.
Le 4 août, un navire de débarquement, l'Olenegorsky Gornyak (classe Ropucha), est endommagé par un drone de surface naval MAGURA V5. Il est remorqué avec un roulis important à tribord.
Le 5 août, un pétrolier russe, le Sig, est endommagé après une attaque ukrainienne avec un drone naval MAGURA V5, dans le détroit de Kertch.
Le 13 septembre 2023, le gouverneur de Sébastopol nommé par la Russie, Mikhaïl Razvojaïev, affirme que le chantier naval de Sébastopol a été visé par une « attaque de missile » ukrainienne à deux heures du matin, provoquant un incendie majeur. Selon le ministère de la Défense russe, dix missiles de croisière ont été tirés, dont sept abattus. L'attaque impliquerait également trois « drones maritimes » dont la totalité auraient été détruits. Le ministère déclare qu'« à la suite des tirs de missiles de croisière ennemis, deux navires en radoub ont été endommagés ». Au moins 24 personnes sont blessées.
Les navires touchés par l'attaque sont le navire de débarquement Minsk et le sous-marin Rostov na Donou,,,.
Le 22 septembre, une frappe aérienne sur le quartier général de la flotte de la mer Noire à Sébastopol a lieu.

### 2024
Dans la nuit du 23 au 24 mars 2024, les forces ukrainiennes affirment avoir endommagé, dans la base navale de Sébastopol, les navires de débarquement Yamal et Azov, ainsi qu'un important centre de communication, trois Su-27 et tué plus d'une trentaine de soldats.